# Azya
Azya, rod kukaca kornjaša iz porodice bubamara (Coccinellidae) kojem pripada samo jedna vrsta, A. orbigera s jednmom podvrstom, A. o. orbigera, a raširena je u obje Amerike i Oceaniji. Domovina joj je meksiko i Južna Amerika a predstavnici ove vrste uočeni su i na Floridi, a nazivaju je Globe-marked Lady Beetle. Hrani se sitnim kukcima.
Odrasli kukci su metalik plave boje, narastu 2 - 4 mm, a na svakom krilu ističe se velike okrugle tamnoplave točke (pjege). Osim po površini pjega, obrasla je sitnim dlačicama. Ličinka se lako može pogrešno zamijeniti s onima iz potporodice Scymninae.  Rod, vrstu i podvrstu opisao je francuski entomolog i ornitolog Mulsant, 1850.